# Хатовы
Хатовы — дворянский род.
Родоначальник его Илья Меркульевич Хатов — участник Семилетней войны, секунд-майор (1777), советник правления Государственного заёмного банка (1786).
Его сыновья:
- Александр Ильич (Хатов 1-й; 1780—1846) — русский военачальник, генерал от инфантерии, писатель, переводчик, военный топограф, геодезист и картограф.
- Иван Ильич (1785—1875), генерал-лейтенант, Георгиевский кавалер, военный писатель.

Род записан в I часть родословной книги по Пензенской губернии.

## Описание герба
В щите имеющем серебряное поле, изображено дерево Груша, на ветвях которого положен Меч.
Щит увенчан обыкновенным дворянским шлемом с дворянской на нём Короной. Намёт на щите зелёный, подложен серебром. Герб Хатова внесён в Часть 1 Общего гербовника дворянских родов Всероссийской империи, стр. 117.